# اروین جایسلی
اروین جایسلی (انگلیسی: Erwin Jaisli؛ زادهٔ ۲۸ ژانویهٔ ۱۹۳۷) دوچرخه‌سوار اهل سوئیس است.